# Ambrichon de Ratisbonne
Ambrichon ou Embricho de Ratisbonne (mort le 14 juillet 891) est le septième évêque de Ratisbonne de 864 à sa mort.

## Biographie
En 858, la santé de son prédécesseur, Erchanfried, se dégrade ; Ambrichon, son chorévêque, demande sa démission au roi Louis II de Germanie, lequel se réfère au pape Nicolas qui n'ordonne pas la démission, mais laisse à Erchanfried le choix de son successeur.
Comme les autres premiers évêques de Ratisbonne, il est également abbé mineur de Saint-Emmeran.
Avec l'évêque Otgar d'Eichstätt, il échange des biens, pour lesquels il abandonne Neubourg-sur-le-Danube et Egweil.
En 872, dans le conflit qui oppose Svatopluk à Louis II de Germanie, les troupes qu'Ambrichon dirige pour protéger la région de la Francie orientale proche du Danube sont écrasées par Svatopluk.